# Plinius (månkrater)
Plinius är en nedslagskrater på månen. Plinius har fått sitt namn efter den romerske författaren Plinius den äldre.

## Satellitkratrar
| Plinius | Latitud | Longitud | Diameter |
| ------- | ------- | -------- | -------- |
| A       | 13.0° N | 24.2° Ö  | 4 km     |
| B       | 14.1° N | 26.2° Ö  | 5 km     |